# 61
Năm 61 là một năm trong lịch Julius. 